# 98-я стрелковая дивизия (2-го формирования)
98-я стрелковая дивизия (2-го формирования) (98 сд) — воинское соединение ВС Союза ССР, принимавшее участие в Великой Отечественной войне.
Период вхождения в состав Действующей армии: 4 августа — 23 сентября 1942 и 15 декабря 1942 — 16 апреля 1943 года.

## История
Сформирована осенью 1941 в составе 1-й Краснознамённой армии Дальневосточного фронта как Спасская стрелковая дивизия.
30 января 1942 года приказом командующего 1‑й Краснознамённой армии переименована в 98-ю стрелковую дивизию (2-го формирования). До июля 1942 года выполняла задачи по обороне дальневосточных границ СССР. 14 июля 1942 года дивизия убыла на фронт в район Сталинграда, где сосредоточилась на рубеже Подпешинская—Ластушинская.
7 августа она вступила в бой в районе Клетской и, форсировав Дон, перерезала шоссейную дорогу Распопинская—Клетская. В ходе этих боёв она понесла значительные потери и была выведена в резерв в район станции Рада Тамбовской области, где до 6 декабря проводила укомплектование личным составом.
11 декабря дивизия выгрузилась на перегоне Верхние Липки — Лог и, совершив двухсоткилометровый марш, 18 числа вновь вступила в бой. 29 декабря ей удалось овладеть Котельниковским, 14 февраля — Новочеркасском.
19 февраля дивизия сосредоточилась в районе Криничного, имея задачу наступать на Шапошниково. 10 марта части дивизии заняли Шапошниково, Деминский и Матвеев курган.
После упорных боёв 98-я стрелковая дивизия приказом штаба корпуса № 095 от 10 марта 1943 года была выведена на формирование в г. Свердловск Ворошиловградской области, где приказом НКО № 169 от 16 апреля 1943 года она была преобразована в 86-ю гвардейскую стрелковую дивизию.

## Состав
- 4-й стрелковый полк
- 166-й стрелковый полк
- 308-й стрелковый полк
- 153-й артиллерийский полк
- 157-й отдельный истребительно-противотанковый дивизион
- 214-я зенитная батарея
- 263-й пулемётный батальон (с 5.02.1943)
- 76-я разведывательная рота
- 80-й сапёрный батальон
- 324-я отдельная рота связи
- 50-й медико-санитарный батальон
- 109-я отдельная рота химзащиты
- 6-я автотранспортная рота
- 277-я полевая хлебопекарня
- 990-й дивизионный ветеринарный лазарет
- 1727-я полевая почтовая станция
- 1119-я полевая касса Госбанка[1]

## Подчинение
| Дата       | Фронт (округ)         | Армия                 | Корпус                            |
| ---------- | --------------------- | --------------------- | --------------------------------- |
| 01.11.1941 | Дальневосточный фронт | 1-я армия             | -                                 |
| 01.12.1941 | Дальневосточный фронт | 1-я армия             | -                                 |
| 01.01.1942 | Дальневосточный фронт | 1-я армия             | 59-й стрелковый корпус            |
| 01.02.1942 | Дальневосточный фронт | 1-я армия             | 59-й стрелковый корпус            |
| 01.03.1942 | Дальневосточный фронт | 1-я армия             | 59-й стрелковый корпус            |
| 01.04.1942 | Дальневосточный фронт | 1-я армия             | 59-й стрелковый корпус            |
| 01.05.1942 | Дальневосточный фронт | 1-я армия             | 59-й стрелковый корпус            |
| 01.06.1942 | Дальневосточный фронт | 1-я армия             | 59-й стрелковый корпус            |
| 01.07.1942 | Дальневосточный фронт | 1-я армия             | 59-й стрелковый корпус            |
| 01.08.1942 | Резерв Ставки ВГК     | -                     | -                                 |
| 01.09.1942 | Юго-Восточный фронт   | 62-я армия            | -                                 |
| 01.10.1942 | Резерв Ставки ВГК     | 1-я резервная армия   | -                                 |
| 01.11.1942 | Резерв Ставки ВГК     | 1-я резервная армия   | 1-й гвардейский стрелковый корпус |
| 01.12.1942 | Резерв Ставки ВГК     | 2-я гвардейская армия | 1-й гвардейский стрелковый корпус |
| 01.01.1943 | Южный фронт           | 2-я гвардейская армия | 1-й гвардейский стрелковый корпус |
| 01.02.1943 | Южный фронт           | 2-я гвардейская армия | 1-й гвардейский стрелковый корпус |
| 01.03.1943 | Южный фронт           | 2-я гвардейская армия | 1-й гвардейский стрелковый корпус |
| 01.04.1943 | Южный фронт           | 2-я гвардейская армия | 1-й гвардейский стрелковый корпус |

## Командиры
- Баринов, Иосиф Фёдорович (30 января — 6 сентября 1942), генерал-майор.
- Серёгин, Иван Федотович (6 сентября 1942 — 16 апреля 1943), полковник.

## Герои Советского Союза
- Каплунов, Илья Макарович, красноармеец, наводчик противотанкового ружья 4-го стрелкового полка.